# Paweł Sapieha (Politiker)

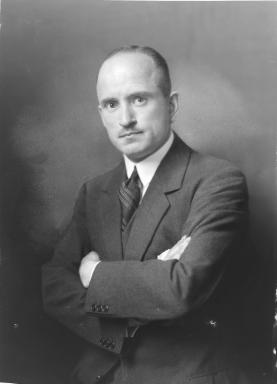
Paweł Sapieha (1922)

Paweł Jan Prinz Sapieha  (* 1. September 1860 in Gumniska (heute Stadtteil von Tarnów), Westgalizien; † 31. Mai 1934 in Siedliska, Ostgalizien) war ein polnischer Politiker und Gutsbesitzer. Er war Abgeordneter zum Österreichischen Abgeordnetenhaus und Abgeordneter zum Galizischen Landtag.

## Leben
Sapieha besuchte zwischen 1870 und 1878 das Franz Joseph-Gymnasium in Lemberg und studierte im Anschluss zwischen 1878 und 1880 Rechtswissenschaft an der Universität Prag sowie zwischen 1880 und 1882 an der Universität Wien. Er trat 1884 in den Staatsdienst und arbeitete zunächst in Sarajewo und Mostar. Im Jahr 1887 wurde er Statthaltereikonzipist in Lemberg, danach stieg er 1888 zum Bezirkskommissär in Przemyśl auf. Auf Grund einer Ostasienreise wurde er zwischen 1888 und 1890 beurlaubt. Sapieha war ab 1892 als Statthaltereisekretär in Lemberg tätig und stieg 1895 zum Bezirkshauptmann in Jasło auf. Nachdem er 1897 auf Grund seiner politischen Aktivitäten beurlaubt worden war, wurde er 1905 außer Dienst gestellt.
Neben seiner Funktion als Besitzer der Herrschaft Siedliska war Sapieha zwischen 1913 und 1918 als Präsident des galizischen Landeshilfsvereins vom Roten Kreuz aktiv. Er war vom 6. April 1897 bis zum 30. Jänner 1907 Abgeordneter zum Österreichischen Abgeordnetenhaus, wobei er in der IX. Legislaturperiode zwischen 1897 und 1900 den galizischen Landgemeindewahlkreis Nr. 10 (Jasło, Frysztak, Gorlice, Biecz, Krosno, Zmigrod, Dukla) und in der X. Legislaturperiode zwischen 1901 und 1907 den galizischen Wahlkreis der allgemeine Wählerklasse Nr. 11 (Brody, Łopatyn, Załośce etc.) vertrat. Er gehörte im Abgeordnetenhaus dem polnisch-konservativen Polenklub (Koło polskie) an. Im Jahr 1913 rückte Paweł Sapieha im Wahlkreis des Großgrundbesitzes Nr. 10 (Region Zhovkva) in den galizischen Landtag nach, der bis zum Ausbruch des Ersten Weltkriegs amtierte. Zudem war er zwischen 1899 und 1918 Mitglied der Bezirksvertretung Rawa ruska sowie von 1899 bis 1904 deren Obmann.

## Privates
Paweł Sapieha entstammte dem Adelsgeschlecht Sapieha und wurde als Sohn des Fürsten Adam Stanisław Sapieha und seiner Gattin Jadwiga z Sanguszków Sapieżyna geboren. Er wuchs mit sechs Geschwistern auf, zu denen die Politiker Władysław Leon Sapieha und Leon Paweł Sapieha sowie der Fürstbischof Adam Stefan Sapieha gehörten. Er heiratete im Jahr 1893 Mathilde Prinzessin Windischgrätz und wurde Vater von drei Töchtern und zwei Söhnen.